# Acanthomyrmex ferox

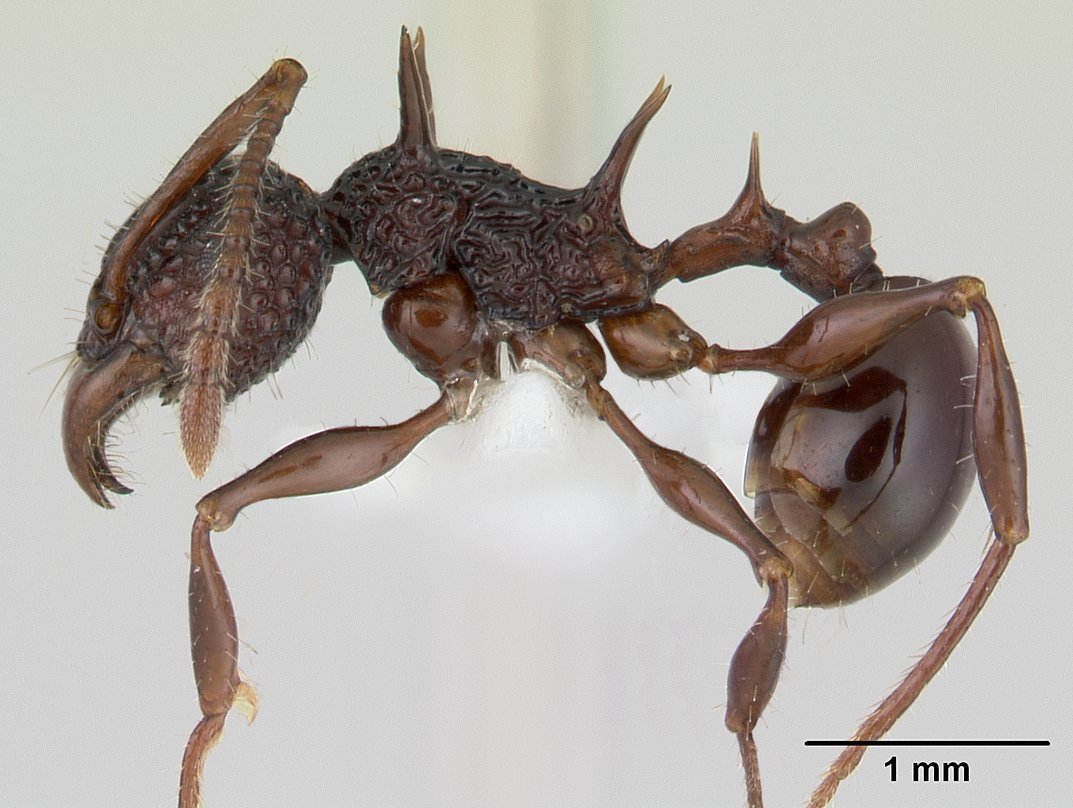
Рабочий Acanthomyrmex ferox

Acanthomyrmex ferox (лат.) — вид муравьёв (Formicidae) рода Acanthomyrmex из подсемейства Myrmicinae, у касты солдат которых обнаружен аналог борьбы сумо (см. ниже). Встречаются в Юго-Восточной Азии: Борнео, Малайском полуострове и Суматре.

## Описание
Мелкие муравьи (менее 5 мм) тёмно-коричневого цвета (самцы — чёрные), ноги светлее. Муравейники малочисленные (1 матка, 1—3 солдата и 17—60 рабочих особей), расположены в подстилочном наземном слое тропических лесов. Узелок петиоля несёт длинные дорсально направленные латеральные шипы. Имеют диморфичную касту рабочих, кроме мелких рабочих есть вдвое более крупные солдаты, которые своими мощными жвалами перемалывают семена, как у муравьёв-жнецов рода Messor.

### Промеры рабочих муравьёв
Длина головы (HL) — 1,00—1,05 мм, ширина головы (HW) — 1,06—1,12 мм, отношение ширины головы к её длине (HW/HL x 100 = CI) — 106—107. Длина скапуса (SL) — 1,26—1,28 мм, индекс скапуса (отношение длины скапуса к ширине головы; SI) — 114—120.

### Промеры солдат
Длина головы (HL) — 2,45—2,48 мм, ширина головы (HW) — 2,42—2,58 мм, отношение ширины головы к её длине (HW/HL x 100 = CI) — 99—104. Длина скапуса (SL) — 1,20—1,25 мм, индекс скапуса (отношение длины скапуса к ширине головы; SI) — 47—52. Усики 12-члениковые, булава состоит из 3 сегментов.

### Размножение
Самки откладывают два типа яиц: фертильные (из которых развиваются личинки) и трофические (кормовые). Солдаты и рабочие имеют яйцеводы, но в присутствии матки солдаты могут откладывать только кормовые яйца. Солдаты имеют в брюшке втрое больше овариол, чем мелкие рабочие. При этом наблюдаются иерархические столкновения между крупными солдатами, названные мирмекологами борьбой сумо, за место яйцекладки, особенно при исчезновении матки. Доминирующий солдат, изгнавший субдоминантного солдата (толкая его ногами и барабаня усиками), в итоге занимает место отсутствующей матки и начинает откладывать репродуктивные яйца, одновременно поедая яйца, отложенные конкурентами (каннибализм).

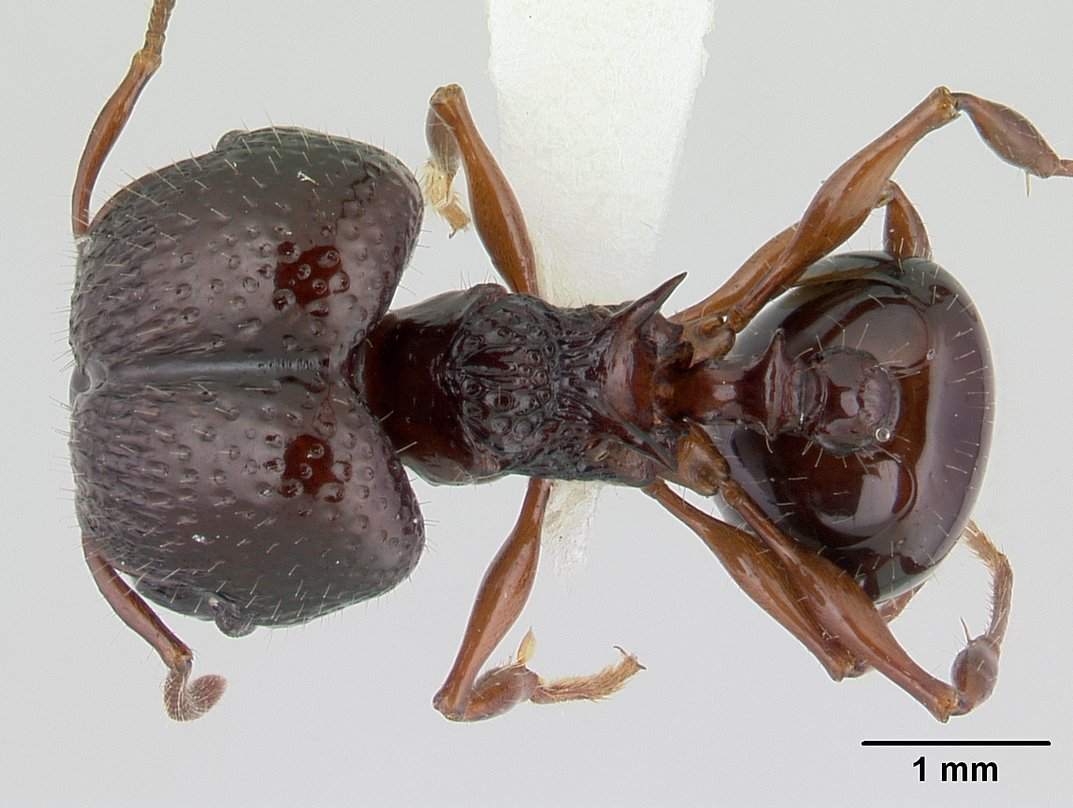
Acanthomyrmex ferox, солдат сверху
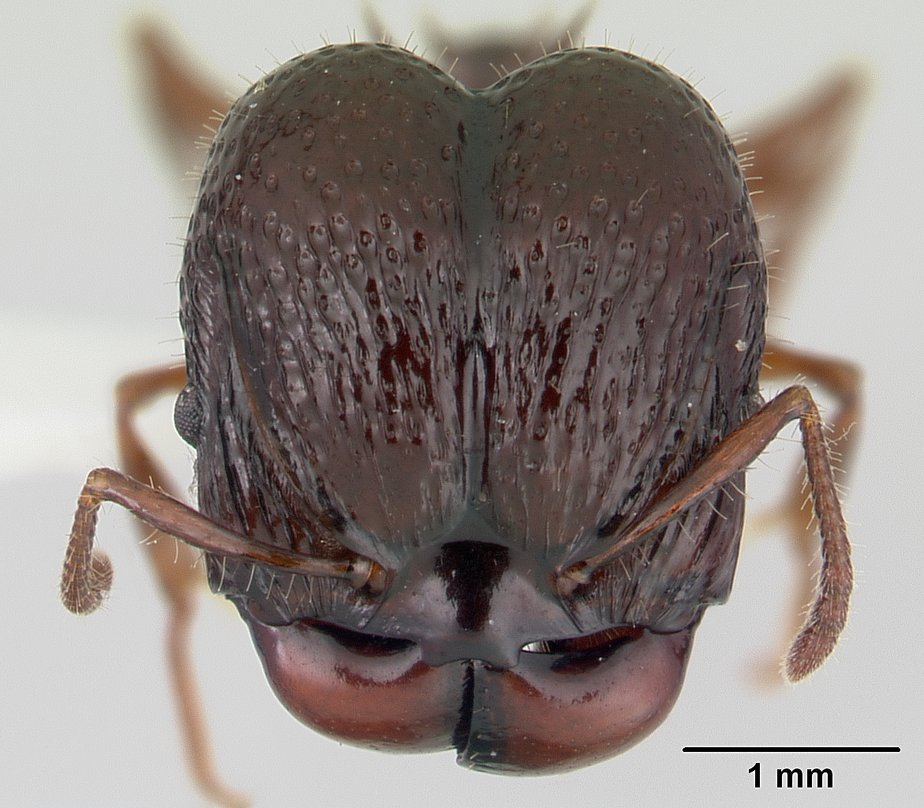
Acanthomyrmex ferox, голова солдата
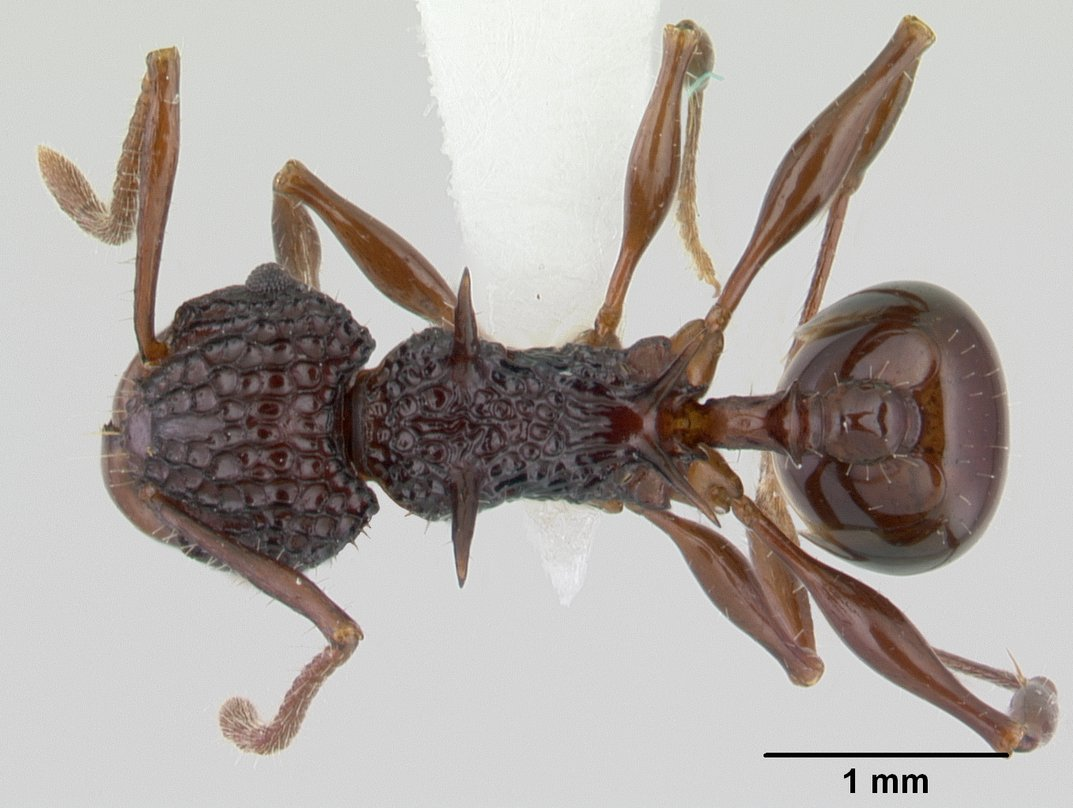
Acanthomyrmex ferox, рабочий сверху
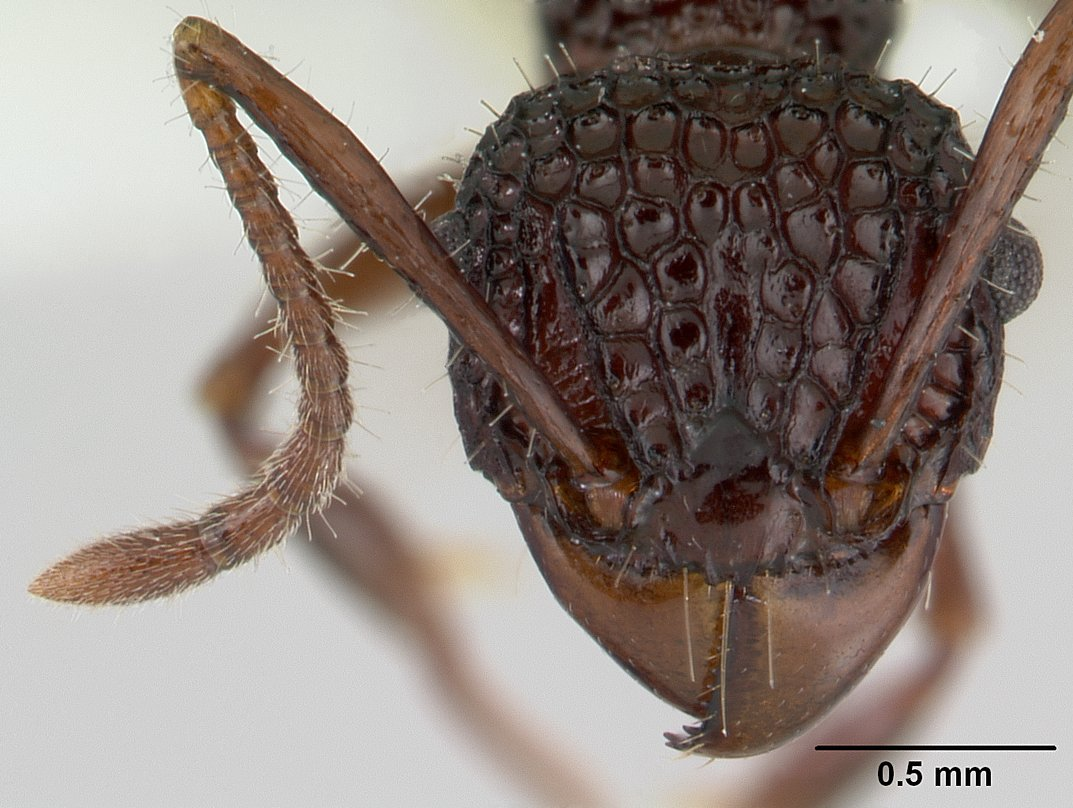
Acanthomyrmex ferox, голова рабочего
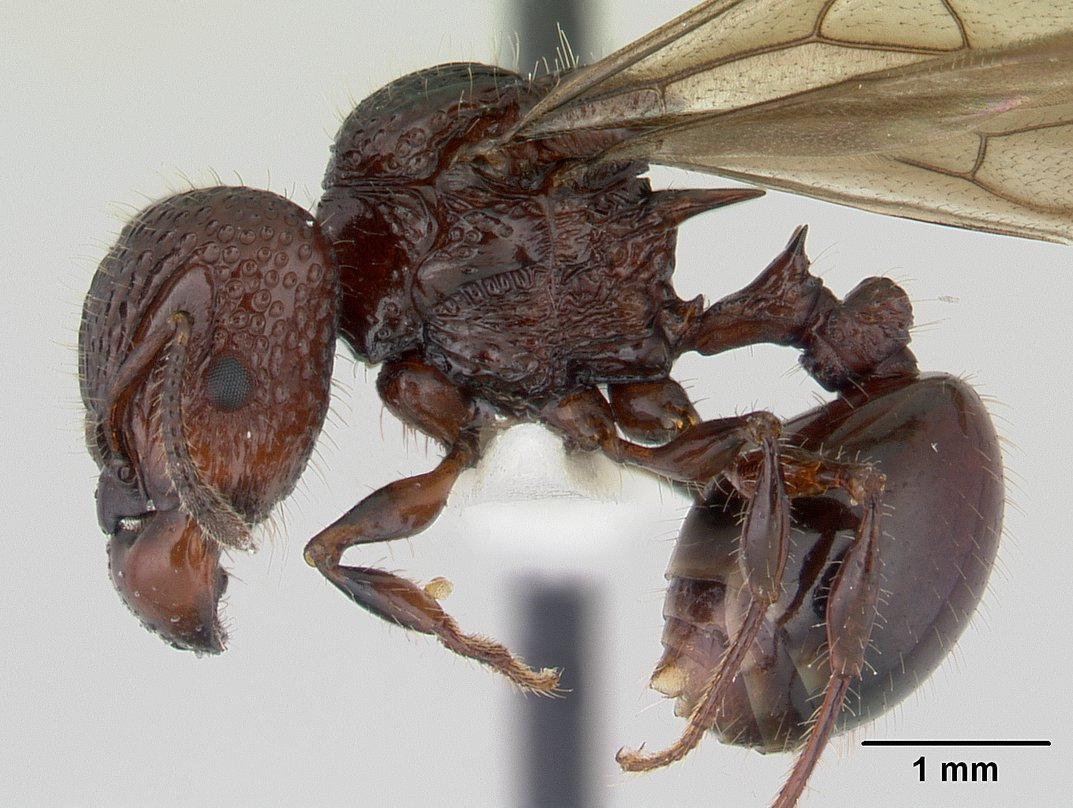
Acanthomyrmex ferox, самка
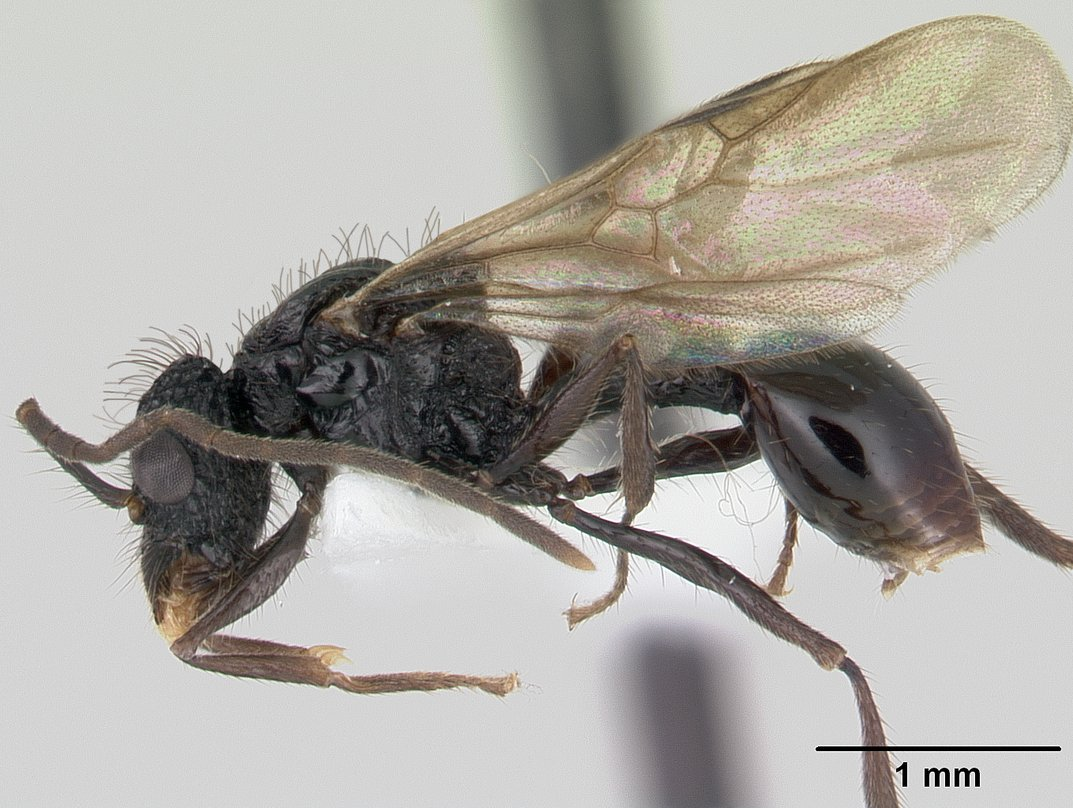
Acanthomyrmex ferox,самец